# Nordica (авиакомпания)

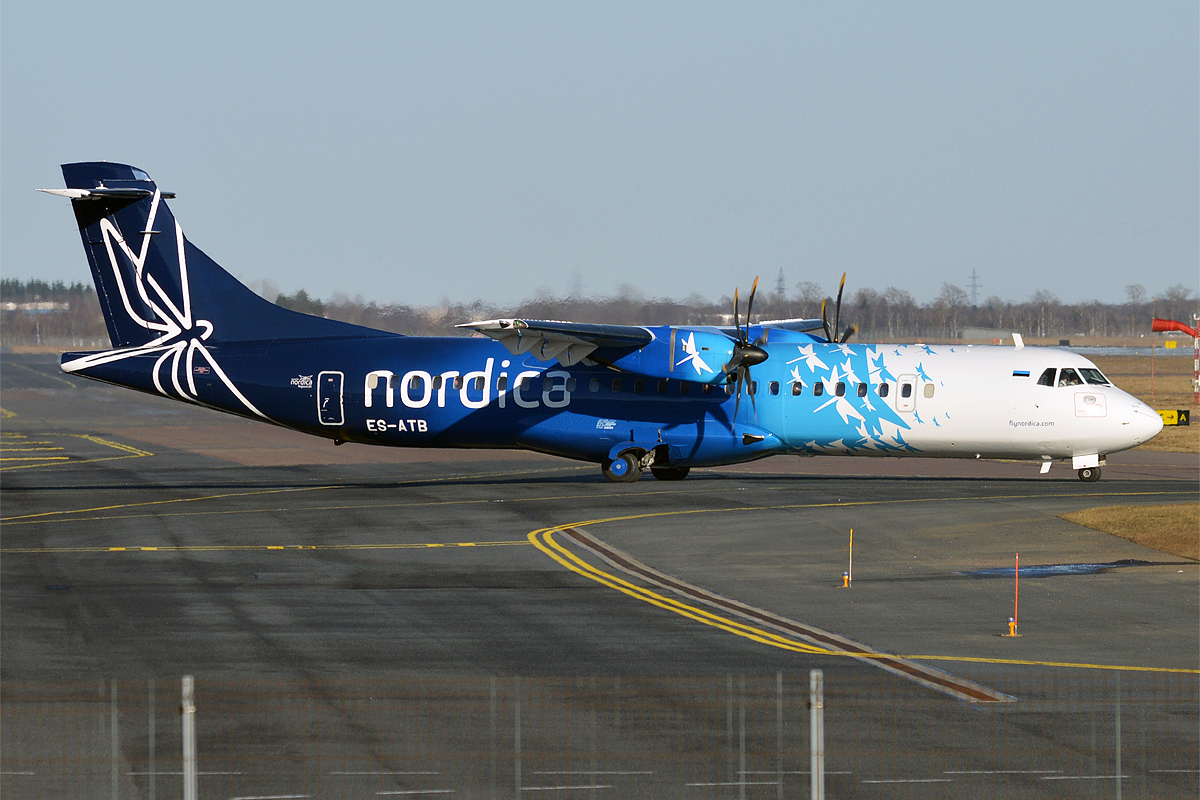
ATR 72-600 авиакомпании Nordica

Nordica — национальная эстонская авиакомпания, базируется в Таллине, осуществляет регулярные и чартерные рейсы по Европе.

## История
Компания Nordic Aviation Group была основана 25 сентября 2015 года по решению Правительства Эстонии в связи с банкротством предыдущего национального перевозчика Estonian Air. Полёты начались 8 ноября 2015 года.
30 марта 2016 года было представлено новое фирменное наименование авиакомпании "Nordica", что явилось логическим продолжением своего предыдущего названия (Nordic Aviation Group).
В 2016 году рейсы операционная деятельность компании осуществлялась по схеме "мокрого лизинга" - словенская авиакомпания Adria Airways арендовала самолёты Nordica вместе с экипажами.. 19 ноября 2016 года Nordica заключила стратегическое партнерство с LOT Polish Airlines, используя коммерческую платформу последнего, систему билетов и код полетов. Большая часть билетов продается LOT Polish Airlines, которой принадлежит 49 % акций.
Через свой филиал Regional Jet в партнерстве со Scandinavian Airlines System Nordica осуществляет перевозки на четырёх ATR72-600 между Копенгагеном, Орхуссом, Ольборгом, Биллундом, Гётеборгом, Ганновером и другими пунктами назначения.
С марта 2018 года Nordica открыла новую базу в аэропорту Гронингена, расположенном на севере Нидерландов. Эта новая база будет обслуживать 5 маршрутов в Копенгаген, Мюнхен, Ниццу и Брюссель.
В ноябре 2018 года Nordica объявила о закрытии 8 маршрутов из Таллинского аэропорта, начиная с летнего графика 2019 года. Кроме того, перевозчик закроет свою базу в Гронингене.
В июне 2019 года Nordica объявила, что прекращает все оставшиеся запланированные операции со своей базой в Таллине.
Несколько ключевых маршрутов будут переданы ее партнеру LOT Polish Airlines, Nordica сосредоточит свои услуги на лизинговых операциях с другими авиакомпаниями.
В феврале 2020 года компания Regional Jet объявила о переименовании в XFly. Кроме того, семь самолетов Embraer 190/195 будут сданы в аренду для расширения операций.
18 ноября, инвестор Ларс Туесен сообщил Nordic Aviation Group о своем намерении не продолжать приватизацию компании национальной авиакомпании Nordica. Совет директоров компании, оценив финансовую ситуацию, принял решение ликвидировать авиакомпанию и подать заявление о банкротстве Nordic Aviation Group AS и Regional Jet OÜ (Xfly).

## Флот

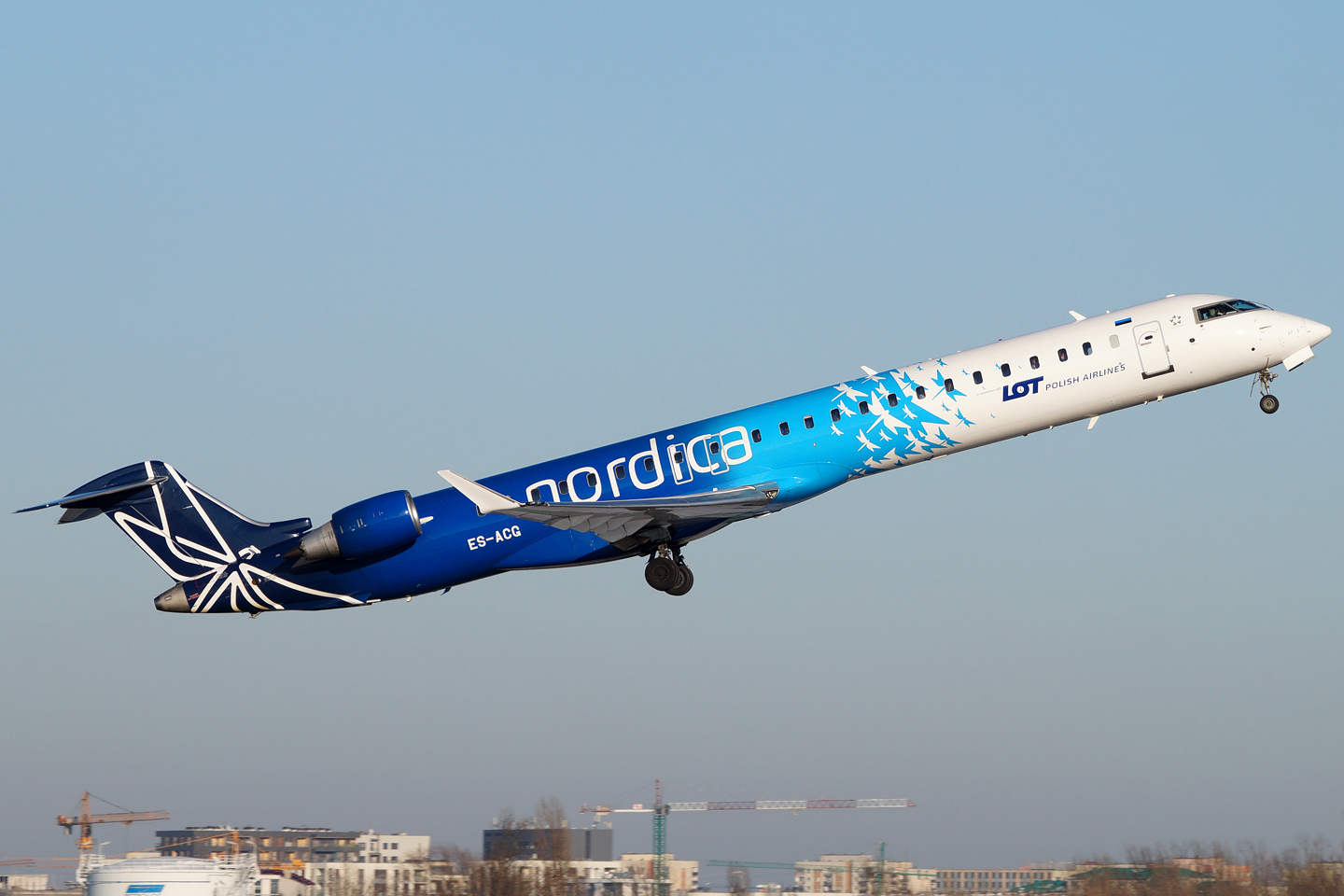
Самолёт Bombardier CRJ900 авиакомпании Nordica

## Маршрутная сеть
- Круглогодичные рейсы из Таллина:

 Амстердам
 Брюссель
 Варшава
 Вена
 Вильнюс
 Гётеборг, Стокгольм-Арланда
 Киев-Борисполь, Киев-Жуляны
 Копенгаген
 Мюнхен
 Осло-Гардермуэн, Тронхейм
 Санкт-Петербург (до 2022)
- Сезонные рейсы из Таллина:

 Берлин-Тегель, Гамбург
 Констанца
 Ницца
 Одесса
 Охрид
 Риека, Сплит
- Рейсы из Гронингена:

 Брюссель
 Копенгаген
 Мюнхен
 Ницца (сезонный).
- Рейсы из Копенгагена:

 Эребру.